# Atletica leggera alla XXX Universiade - 400 metri ostacoli femminili
La specialità dei 400 metri ostacoli femminili alla Universiade di Napoli 2019 si è svolta tra l'8 e il 10 luglio 2019.

## Podio
| Oro     | Ayomide Folorunso Italia     |
| Argento | Zeney van der Walt Sudafrica |
| Bronzo  | Amalie Iuel Norvegia         |

## Risultati

### Batterie
Passano in semifinale le prime tre atlete di ogni batteria (Q) e le quattro atlete con i migliori tempi tra le escluse (q).
| Posizione | Batteria | Nome                    | Nazione            | Tempo   | Note                                     |
| --------- | -------- | ----------------------- | ------------------ | ------- | ---------------------------------------- |
| 1         | 4        | Ayomide Folorunso       | Italia             | 56.23   | Q                                        |
| 2         | 4        | Mariia Mykolenko        | Ucraina            | 56.76   | Q,                                       |
| 3         | 3        | Zeney van der Walt      | Sudafrica          | 57.49   | Q                                        |
| 4         | 1        | Amalie Iuel             | Norvegia           | 57.50   | Q                                        |
| 5         | 2        | Djamila Böhm            | Germania           | 57.66   | Q                                        |
| 6         | 4        | Marlene Santos          | Brasile            | 57.66   | Q                                        |
| 7         | 1        | Christine Salterberg    | Germania           | 57.77   | Q                                        |
| 8         | 2        | Rogail Joseph           | Sudafrica          | 57.88   | Q                                        |
| 9         | 4        | Daniela Rojas           | Costa Rica         | 57.89   | q,                                       |
| 10        | 1        | Genevieve Cowie         | Australia          | 57.91   | Q                                        |
| 11        | 2        | Mackenzie Keenan        | Nuova Zelanda      | 58.86   | Q                                        |
| 12        | 3        | Daniela Ledecká         | Slovacchia         | 59.12   | Q                                        |
| 13        | 3        | Ida Šimunčić            | Croazia            | 59.42   | Q                                        |
| 14        | 2        | Alena Hrušoci           | Croazia            | 59.54   | q                                        |
| 15        | 3        | Johanna Holmen Svensson | Svezia             | 59.83   | q                                        |
| 16        | 2        | Drita Islami            | Macedonia del Nord | 59.96   | q                                        |
| 17        | 1        | Anna Percy              | Nuova Zelanda      | 1:00.68 |                                          |
| 18        | 1        | Annemarie Nissen        | Danimarca          | 1:00.79 | Miglior prestazione personale stagionale |
| 19        | 3        | Martina Hofmanová       | Rep. Ceca          | 1:00.88 |                                          |
| 20        | 3        | Liis Roose              | Estonia            | 1:00.90 |                                          |
| 21        | 3        | Imane Ennakhli          | Marocco            | 1:01.88 |                                          |
| 22        | 2        | Marielle Kleemeier      | Estonia            | 1:01.93 | Miglior prestazione personale stagionale |
| 23        | 4        | Adelina Akhmetova       | Kazakistan         | 1:01.97 |                                          |
| 24        | 4        | Gala Trajkovič          | Slovenia           | 1:03.23 |                                          |
| 25        | 4        | Abayarathna Subahani    | Sri Lanka          | 1:04.80 |                                          |
| 26        | 1        | Marina Fenianos         | Libano             | 1:11.28 |                                          |
|           | 1        | Hanna Palmqvist         | Svezia             | DQ      | R168.7                                   |
|           | 2        | Smenesh Taye            | Etiopia            | DNS     |                                          |

### Semifinali
Passano in finale le prime tre atlete di ogni batteria (Q) e le due atlete con i migliori tempi tra le escluse (q).
| Posizione | Batteria | Nome                    | Nazione            | Tempo | Note                                     |
| --------- | -------- | ----------------------- | ------------------ | ----- | ---------------------------------------- |
| 1         | 2        | Ayomide Folorunso       | Italia             | 55.41 | Q                                        |
| 2         | 1        | Amalie Iuel             | Norvegia           | 55.99 | Q                                        |
| 3         | 1        | Zeney van der Walt      | Sudafrica          | 56.15 | Q                                        |
| 4         | 2        | Mariia Mykolenko        | Ucraina            | 56.40 | Q,                                       |
| 5         | 1        | Christine Salterberg    | Germania           | 56.86 | Q,                                       |
| 6         | 1        | Daniela Ledecká         | Slovacchia         | 56.95 | q                                        |
| 7         | 2        | Djamila Böhm            | Germania           | 57.18 | Q                                        |
| 8         | 2        | Rogail Joseph           | Sudafrica          | 57.34 | q                                        |
| 9         | 1        | Genevieve Cowie         | Australia          | 57.91 |                                          |
| 10        | 2        | Marlene Santos          | Brasile            | 57.99 |                                          |
| 11        | 1        | Alena Hrušoci           | Croazia            | 58.22 |                                          |
| 12        | 1        | Mackenzie Keenan        | Nuova Zelanda      | 58.22 |                                          |
| 13        | 2        | Daniela Rojas           | Costa Rica         | 58.49 | Miglior prestazione personale stagionale |
| 14        | 2        | Ida Šimunčić            | Croazia            | 59.12 |                                          |
| 15        | 2        | Drita Islami            | Macedonia del Nord | 59.20 | Miglior prestazione personale stagionale |
| 16        | 1        | Johanna Holmen Svensson | Svezia             | 59.68 |                                          |

### Finale
| Pos. | Corsia | Nome                 | Nazione    | Tempo | Note                                     |
| ---- | ------ | -------------------- | ---------- | ----- | ---------------------------------------- |
|      | 4      | Ayomide Folorunso    | Italia     | 54"75 | Miglior prestazione personale            |
|      | 5      | Zeney van der Walt   | Sudafrica  | 55"73 | Miglior prestazione personale stagionale |
|      | 6      | Amalie Iuel          | Norvegia   | 56"13 |                                          |
| 4    | 3      | Mariia Mykolenko     | Ucraina    | 56"55 |                                          |
| 5    | 2      | Daniela Ledecká      | Slovacchia | 57"07 |                                          |
| 6    | 7      | Djamila Böhm         | Germania   | 57"59 |                                          |
| 7    | 8      | Christine Salterberg | Germania   | 58"12 |                                          |
| 8    | 1      | Rogail Joseph        | Sudafrica  | 59"07 |                                          |